# قوادة

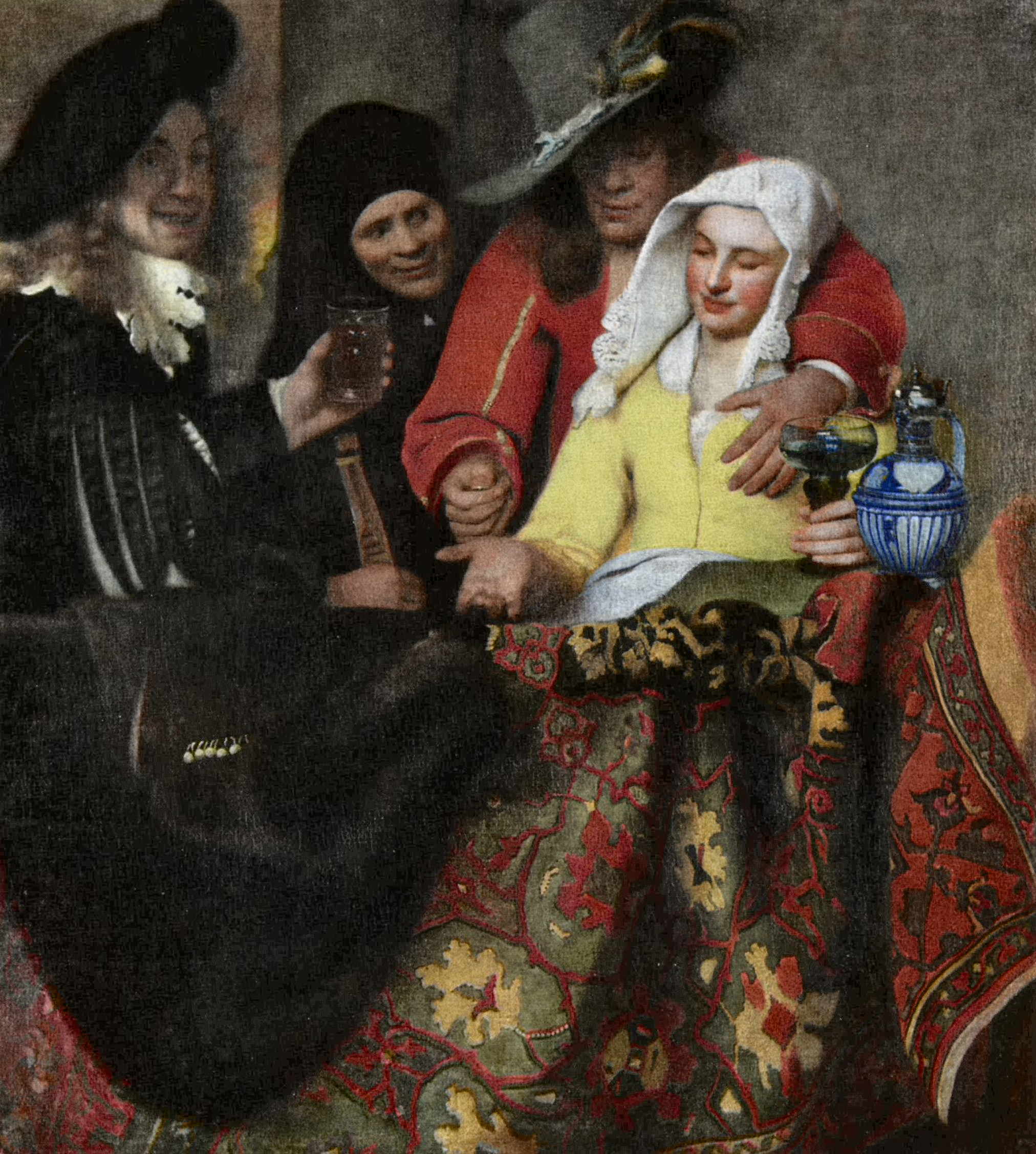
القوادة لوحة زيتية من القرن السابع عشر بريشة رسام العصر الذهبي الهولندي يوهانس فيرمير سنة 1656. معرض الاساتذة القداماء في درسدن.

القِوادة تيسير أو توفير البغايا أو العاملات لأجل عامل بالجنس لأجل فعل جنسي مع عميل، فالمشترى، الذي يدعى «القواد» (إذا كان ذكرا) أو قوادة (إذا كانت أنثى)، هو وكيل للبغايا لأجل الدعارة .
ويجوز للمشتري الحصول على هذه الأموال مقابل خدمات الدعاية أو الحماية المادية أو توفير مكان يحتمل أن تقوم فيه البغايا بإشراك العملاء. ومثل الدعارة، فإن شرعية بعض الأعمال التي تقوم بها السيدة أو القواد تختلف من منطقة إلى أخرى.
ومن أمثلة عمليات الشراء ما يلي:
- الاتجار بالبشر في بلد ما بغرض التماس الجنس.
- ممارسة نشاط القوادة.
- نقل بائعة الهوى إلى مكان ترتيباتها وتحقق مكسبا ماليا من الدعارة.

## لغويا
مصدر فاعله يقال له القواد على ثقل فعال للمبالغة ويراد به مطعم الساعي بين الرجل والمرأة للفجور، والأنثى قوادة.
قواد جمع قائد.

## معرض صور

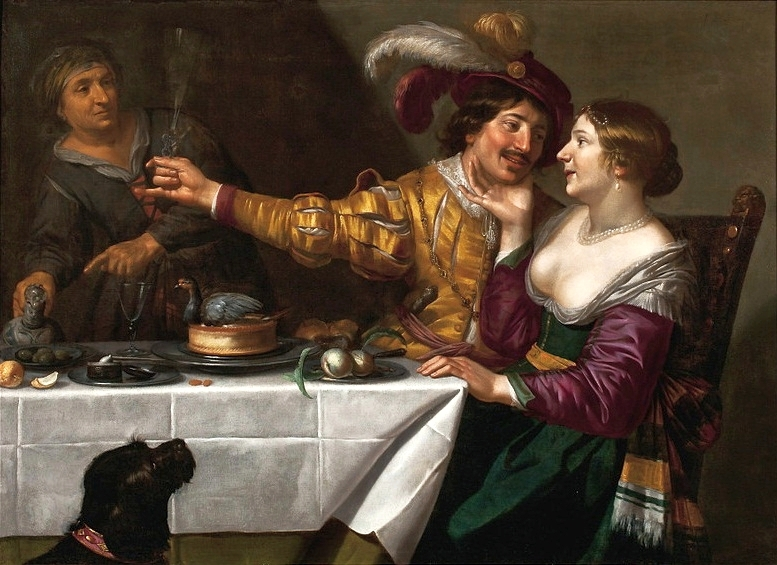
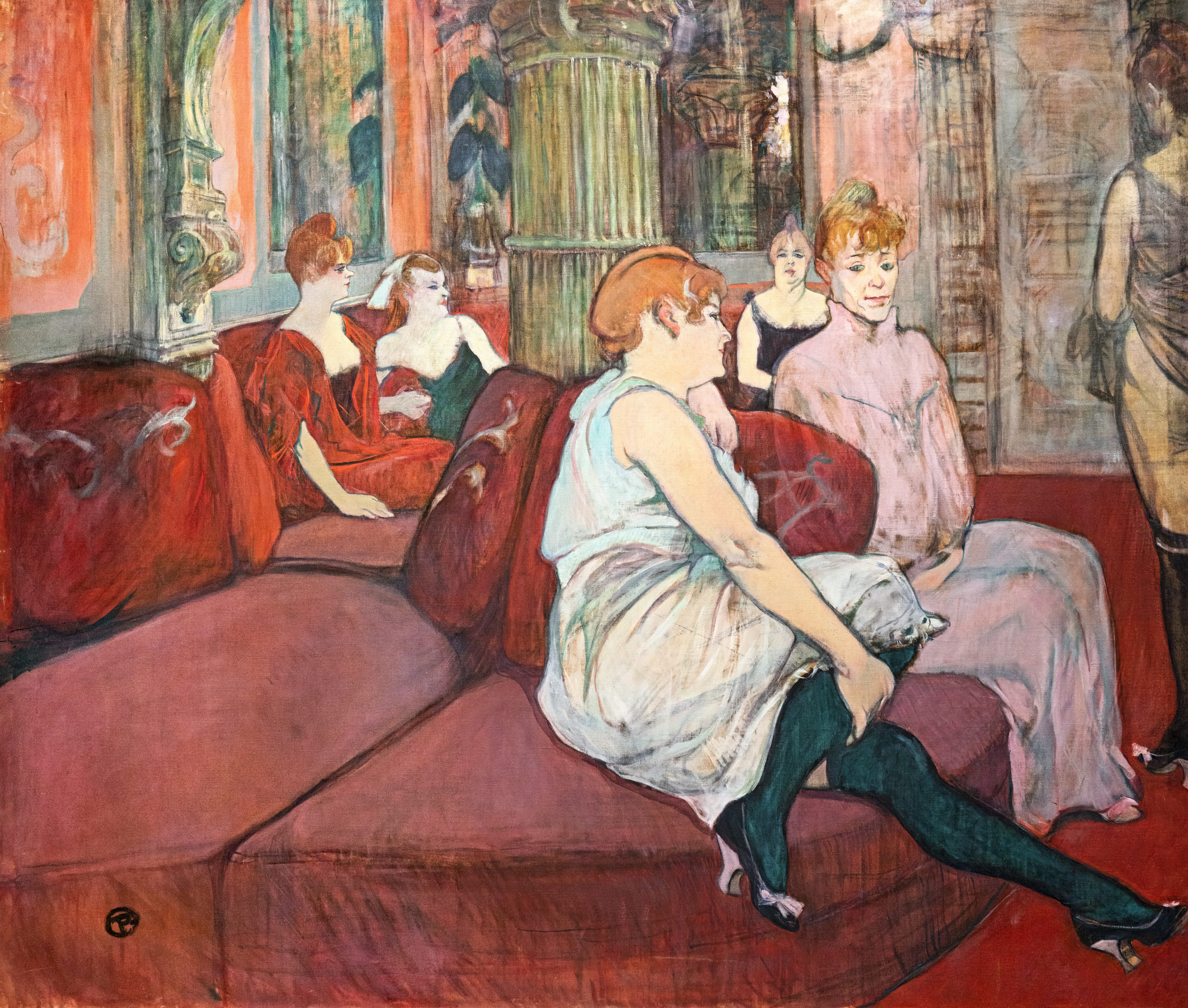
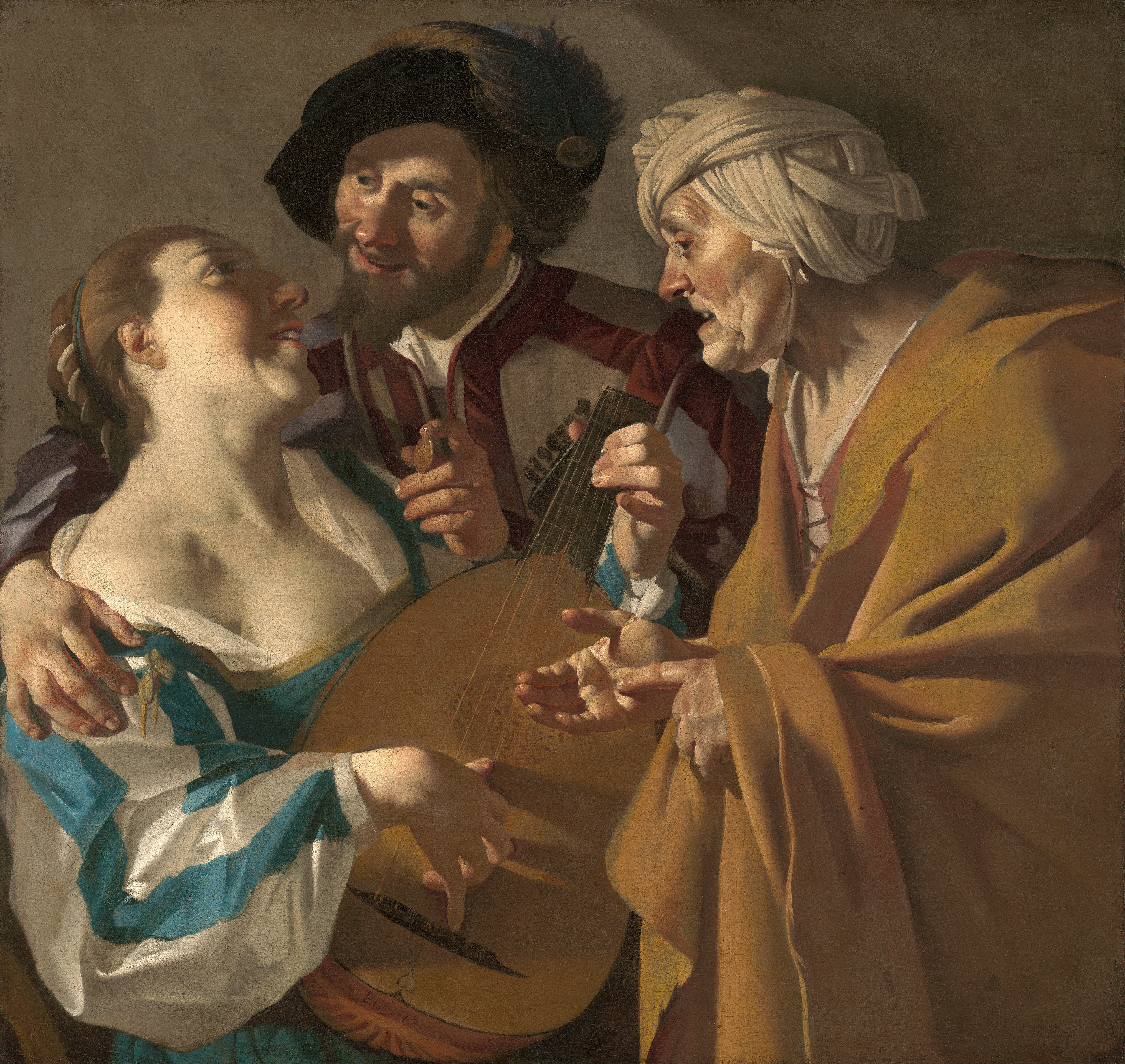
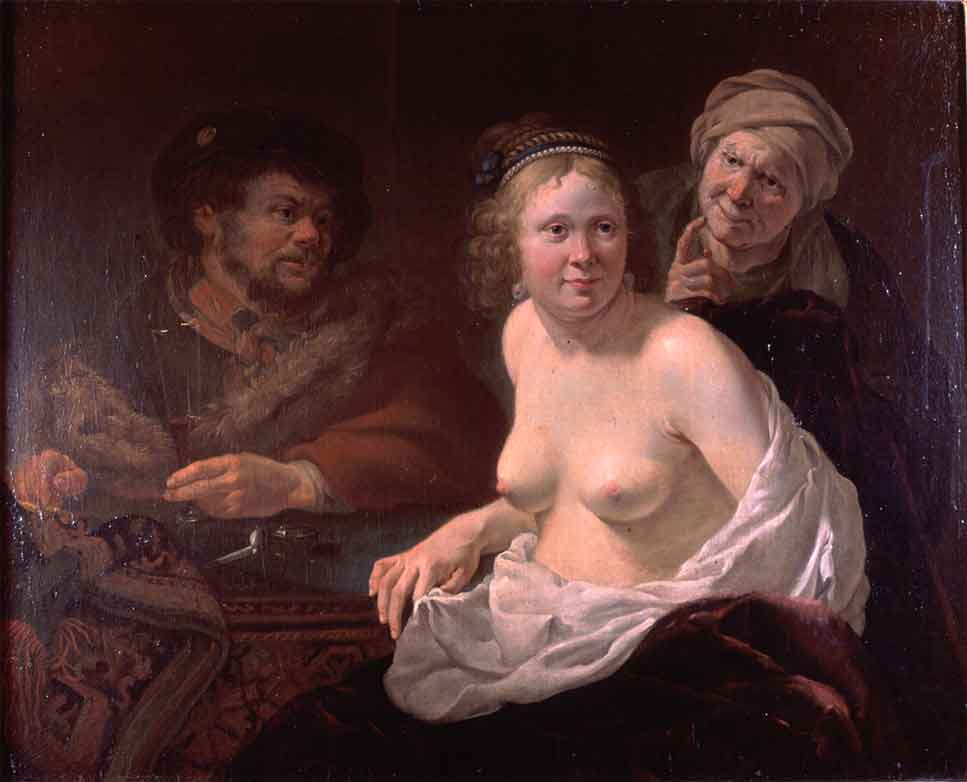

## شخصيات بارزة في المجال
- إنركيتا مارتي